# Репяховка (Воронежская область)
Репяховка — хутор в Калачеевском районе Воронежской области.
Входит в состав Ясеновского сельского поселения.

## География

### Улицы
- ул. Луговая,
- ул. Широкая.